# Al-Maraszida
Al-Maraszida (arab. المراشدة) – miejscowość w Syrii, w muhafazie Dajr az-Zaur. W 2004 roku liczyła 4346 mieszkańców.